# Mascarada

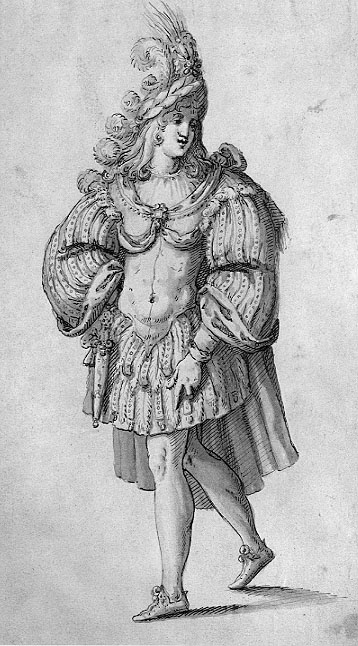
Traje para un caballero (Inigo Jones), con elementos tópicos como el casco con plumas o el "torso heróico" en la armadura, propio de la ópera seria del.

La mascarada era una forma de entretenimiento cortesano festivo que floreció en Europa entre el siglo XVI y principios del XVIII, aunque con anterioridad se había desarrollado en Italia, en formas que incluían el intermedio (una versión pública de la mascarada eran los desfiles y procesiones llamados pageants, que incluían cabalgatas). Apareció por primera vez en Inglaterra durante el reinado de Isabel I (1558-1603). 
La mascarada implicaba el uso de la música y la danza, del canto y de la interpretación, dentro de elaborada escenografía, en la que el marco arquitectónico y el vestuario podían ser diseñados por un arquitecto de renombre, con el objeto de brindar una alegoría deferente que halagara al patrón. Actores y músicos profesionales eran contratados para las partes habladas y cantadas de la mascarada. A menudo, los enmascarados que no hablaban ni cantaban eran cortesanos: la reina consorte de Jacobo I, Ana de Dinamarca, frecuentemente bailaba con sus damas en mascaradas entre 1603 y 1611, y Enrique VII y Carlos I actuaron en mascaradas en sus cortes, y las damas de la reina interpretaron la mascarada Florimène en la corte de Carlos I en 1642, justo antes del estallido de la guerra civil inglesa. En otras ocasiones, profesionales y aficionados se unían en la danza final. En la tradición de la mascarada, Luis XIV bailó ballets en Versalles con música de Jean-Baptiste Lully.
Shakespeare escribió un interludio tipo mascarada en La tempestad, el cual según los eruditos modernos estuvo muy influida por los textos de mascarada de Ben Jonson y los decorados de Íñigo Jones.

## Orígenes
Aunque sus orígenes se remontan a finales de la Edad Media en Italia y Francia, su esplendor es conocido en Inglaterra, gracias al dramaturgo Ben Jonson. Inicialmente, la mascarada era un desfile de máscaras donde los participantes jugaban, bailaban e invitaban a los asistentes a participar en los bailes y juegos. Más tarde, el desfile comenzó a presentarse con una especie de prefacio en verso. Ben Jonson no realizó una verdadera representación, en sentido estricto, sino más bien una serie de situaciones alegóricas con su propio aparato escenográfico.
La tradición de las mascaradas se desarrolló a partir de los elaborados desfiles y espectáculos cortesanos de la Borgoña ducal a finales de la Edad Media. Las mascaradas solían ser una ofrenda de cortesía al príncipe entre sus invitados y podían combinar escenarios pastorales, fábulas mitológicas y elementos dramáticos de debate ético. La alegoría tenía siempre una aplicación política y social. Estas representaciones solían celebrar un nacimiento, un matrimonio, un cambio de gobernante o una entrada real y terminaban invariablemente con un retablo de felicidad y concordia.
De allí se creó una tradición popular en la que actores enmascarados visitaban inesperadamente a un noble en su salón, bailando y trayendo regalos en determinadas noches del año, o celebrando ocasiones dinásticas. La presentación rústica de "Píramo y Tisbe" como entretenimiento nupcial en El sueño de una noche de verano de Shakespeare ofrece un ejemplo familiar. Se invitaba a los espectadores a participar en el baile. Al final, los actores se quitaban las máscaras para revelar sus identidades. En Inglaterra, los más grandes escritores y músicos contribuyeron a este tipo de espectáculo. La mascarada tenía a menudo una finalidad política, dando a los cortesanos la oportunidad de alabar a su soberano reforzando la cohesión de la corte.
Las mascaradas nacieron formalmente en Inglaterra en el siglo XVI (Ben Jonson escribió varias, en colaboración con el arquitecto Inigo Jones), y alcanzaron su máximo esplendor con las mascaradas de corte, a principios del siglo XVII. Las danzas, que probablemente eran solo un aspecto de tales espectáculos compuestos, se dividen en "mascaradas" y "anti-mascaradas". Las mascaradas tenían una estructura bastante regular: dos secciones en ritmo binario y una sección final en ritmo ternario. Las antimascaradas se organizaban más bien como interludios cómicos, con cambios improvisados de modo y tiempo musical: las interrupciones en determinadas notas congelaban el movimiento de los bailarines, antes de que se reanudara la melodía. Las mascaradas solo se representaban una vez, lo que reforzaba su carácter excepcional. La música rara vez se ha conservado, pero algunos libretos, que pueden haberse impreso para el público, se conservan. 

## Mascaradas rurales
Existe otro tipo de mascaradas muy diferentes a las formas de entretenimiento cortesano desarrolladas en el siglo XVI. Las mascaradas rurales de carácter popular son celebradas por toda Europa desde tiempos ancestrales, formando un amplio abanico en cuanto a la variedad pero mostrando similitudes entre ellas.
Se entienden como ritos ancestrales paganos cuyo origen se desconoce, pero están íntimamente relacionadas con los cambios de la tierra, la gran mayoría con el equinoccio de primavera (aunque existen otras relacionadas con fechas de inicio o fin de año).
Las mascaradas populares de la península ibérica hunden sus raíces en los ritos prerromanos de las sociedades agrícolas y ganaderas. Estas creencias y ritos primitivos se integraron en el cuerpo religioso romano, principalmente en las celebraciones Lupercales, Saturnales y Kalendas, cuyos ritos se difundirán por el Imperio romano. Con el paso del tiempo se fueron asimilando en la cultura y tradición popular, junto con los Carnavales. Las mascaradas populares siguieron diversas evoluciones, algunas fueron olvidadas o prohibidas por el cristianismo, pero en el siglo XXI aún siguen existiendo o se han ido recuperando.